# اس‌ام یو-۶۴ (آلمان)
اس‌ام یو-۶۴ (آلمان) (به انگلیسی: SM U-64 (Germany)) یک زیردریایی بود که طول آن 
- 68.36 m (overall)* 55.55 m (pressure hull)

 بود. این زیردریایی در سال ۱۹۱۶ ساخته شد.